# The SWORD Project
The SWORD Project (en français le projet SWORD) est le projet de logiciel libre de l'organisation CrossWire Bible Society Bible.
Son but est de créer des outils libres (couverts par la licence GPL) multiplateformes, permettant ainsi aux programmeurs et aux sociétés bibliques d'écrire plus facilement et plus rapidement de nouveaux logiciels d'étude de la Bible.

## Aperçu
Le cœur du projet The SWORD Project est une bibliothèque multiplateforme écrite en C++, offrant un accès, des fonctions de recherche et d'autres services à une collection grandissante de plus de 200 textes dans plus de 50 langues. Tout logiciel basé sur leur API peut utiliser cette collection.
Le projet est un des premiers à avoir implémenté et contribué au format OSIS (pour Open Scripture Information Standard), un langage XML pour coder les écritures (traductions de la Bible, commentaire etc.). Le logiciel est également capable d'utiliser certaines ressources codées en utilisant le format TEI (pour Text Encoding Initiative) et maintient un support —déprécié— pour les formats ThML (pour Theological Markup Language) et GDB (pour General Bible Format).

## Frontendsdisponibles

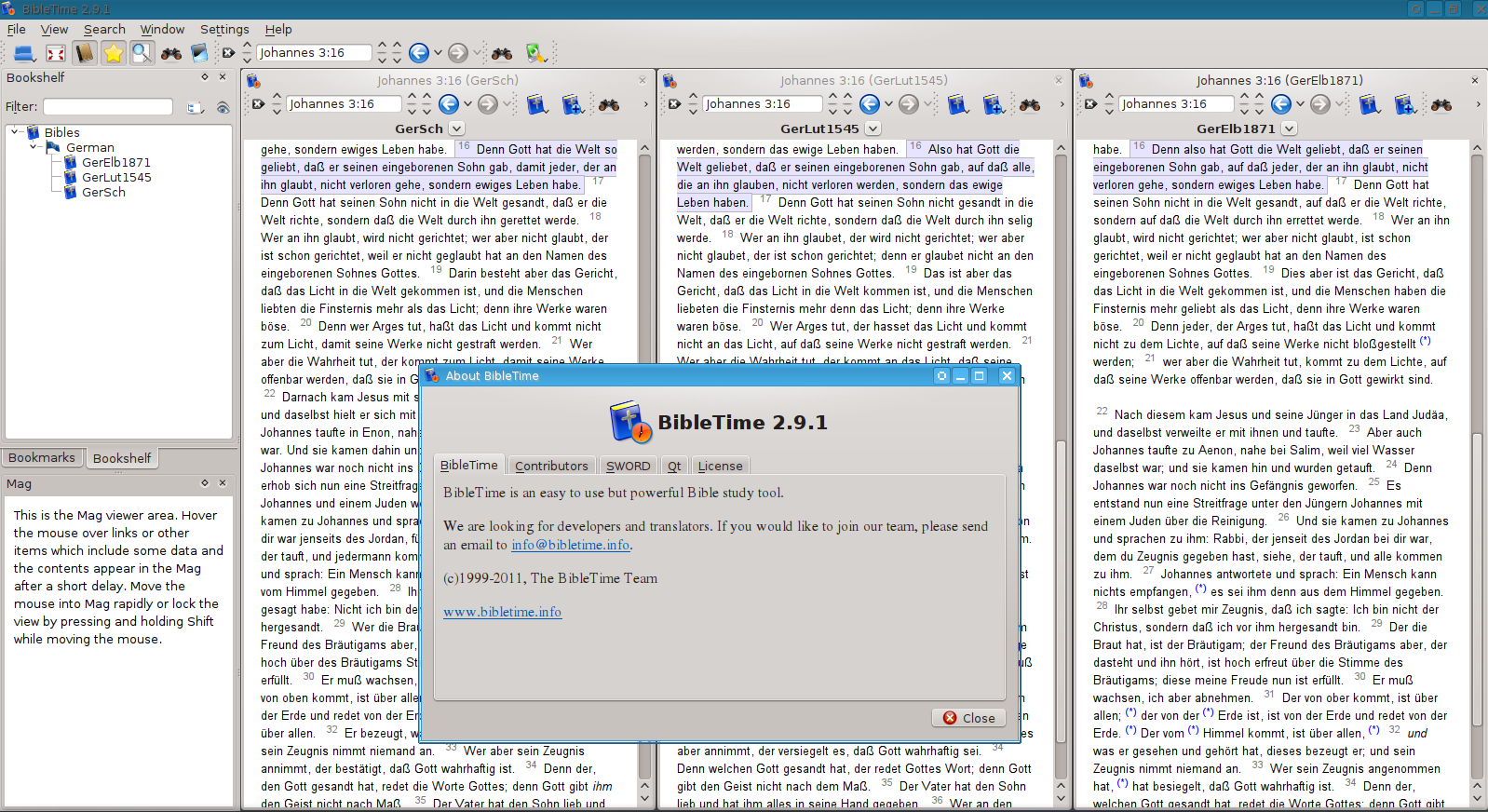
BibleTime sur Fedora 16 avec trois traductions allemandes de la Bible.

Une implémentation en Java existe dans JSword.
Malgré la similitude de nom, le logiciel d'étude biblique e-Sword n'est ni un produit de The SWORD Project, ni ne repose sur son API.
Voici une liste non exhaustive de logiciels libres et gratuits reposant sur le projet SWORD :
- Xiphos (anciennement GnomeSword) multiplateforme, écrit en C/GTK ;
- BibleTime multiplateforme, écrit en C++/Qt ;
- BibleTime Mini pour téléphones portables (multiplateforme) basé sur Bibletime;
- BPBible pour Windows ;
- Eloquent (anciennement MacSword) pour Mac OS X ;
- PocketSword pour iOS ;
- « Go Bible »(Archive.org • Wikiwix • Archive.is • Google • Que faire ?) pour les téléphones mobiles supportant la plateforme Java ;
- SwordReader pour Windows Mobile ;
- Rapier pour Maemo ;
- diatheke interface en ligne de commande ;
- AndBible pour Android (repose sur JSword);
- Alkitab multiplateforme, écrit en Java (repose sur JSword) ;
- BibleDesktop multiplateforme, écrit en Java (repose sur JSword) ;
- FireBible multiplateforme, plugin pour le navigateur Mozilla Firefox (repose sur JSword).
- BibleMemorizer, un programme pour aider à mémoriser les Écritures ;
- Bibledit, un éditeur de la Bible utilisé pour les traductions et révisions de traductions.

## Modules SWORD
Un module SWORD peut désigner un texte biblique (i.e. une traduction de la Bible), un commentaire, un dictionnaire, un glossaire ou un calendrier.
Voici une liste de modules SWORD en langue française :
- FreJND : Bible (traduction par John Nelson Darby)
- FreMartin : Bible (traduction par David Martin)
- FreSegond : Bible (traduction par Louis Segond)
- FrePGR : Bible (traduction de l'Ancien Testament par Perret-Gentil et du Nouveau Testament par Rilliet)
- FreCrampon : Bible (traduction par Augustin Crampon)
- FreBBB : Bible (traduction par Félix Bovet pour l'Ancien Testament, et par Louis Bonnet pour le Nouveau Testament)
- FreCJE : commentaire (Chaque jour les Écritures)
- FreGBM : glossaire (de la Bible David Martin)

Tous ces modules sont disponibles dans le dépôt par défaut Crosswire.